# Escautpont
Escautpont (Pons Scaldis in het Latijn) is een gemeente in het Franse Noorderdepartement (Frans: département du Nord) in de regio Hauts-de-France. De gemeente telde op 1 januari 2022 4.174 inwoners en maakt deel uit van het arrondissement Valenciennes. Escautpont ligt aan de Schelde. In het zuiden van de gemeente ligt een deel van de mijnwerkerswijk Thiers, op de grens met buurgemeente Bruay-sur-l'Escaut.

## Geografie
De oppervlakte van Escautpont bedroeg op 1 januari 2022 5,78 vierkante kilometer; de bevolkingsdichtheid was toen 722,1 inwoners per km².

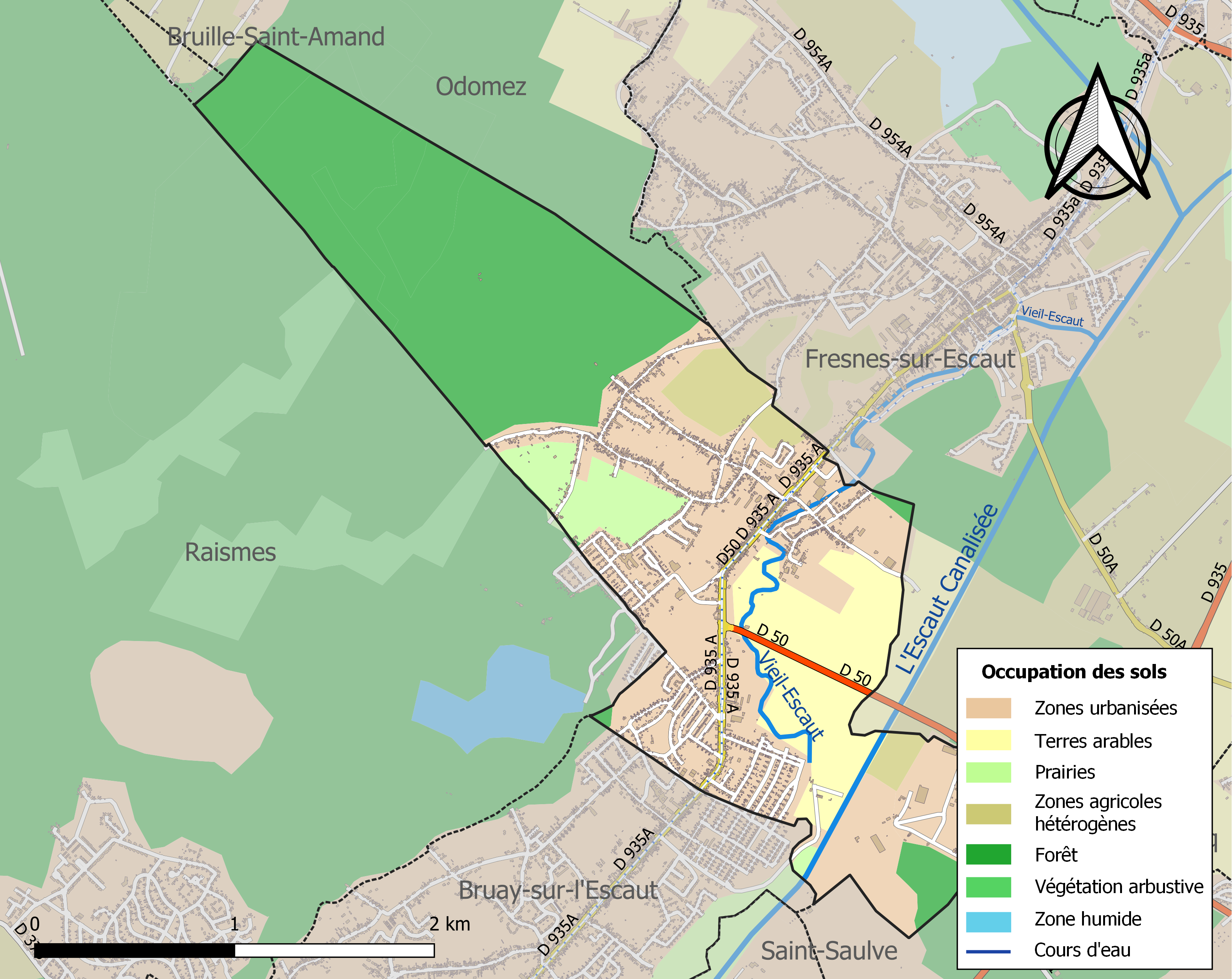
Kaart van de gemeente met belangrijkste infrastructuur, bodemgebruik en omliggende gemeenten

## Geschiedenis
In de 18de eeuw werd in de omgeving steenkool ontdekt, wat de volgende eeuwen voor een sterke ontwikkeling en groei van de gemeente zorgde.

## Bezienswaardigheden
- De Sint-Amanduskerk (Église Saint-Amand) is een eclectisch kerkgebouw van 1873-1875 met neoromaanse en neogotische stijlelementen. Hij werd gebouwd nadat het dorp groeide ten gevolge van de steenkoolmijnbouw in de streek.

## Natuur en landschap
Escautpont ligt aan de Schelde, die naast een gekanaliseerde stroom ook een oorspronkelijke, meanderende, stroom omvat. De hoogte aan de kerk bedraagt 27 meter.

## Demografie
Onderstaande figuur toont het verloop van het inwonertal (bron: INSEE-tellingen).

## Nabijgelegen kernen
Fresnes-sur-Escaut, Vicq, Bruay-sur-l'Escaut